# Legioni cecoslovacche

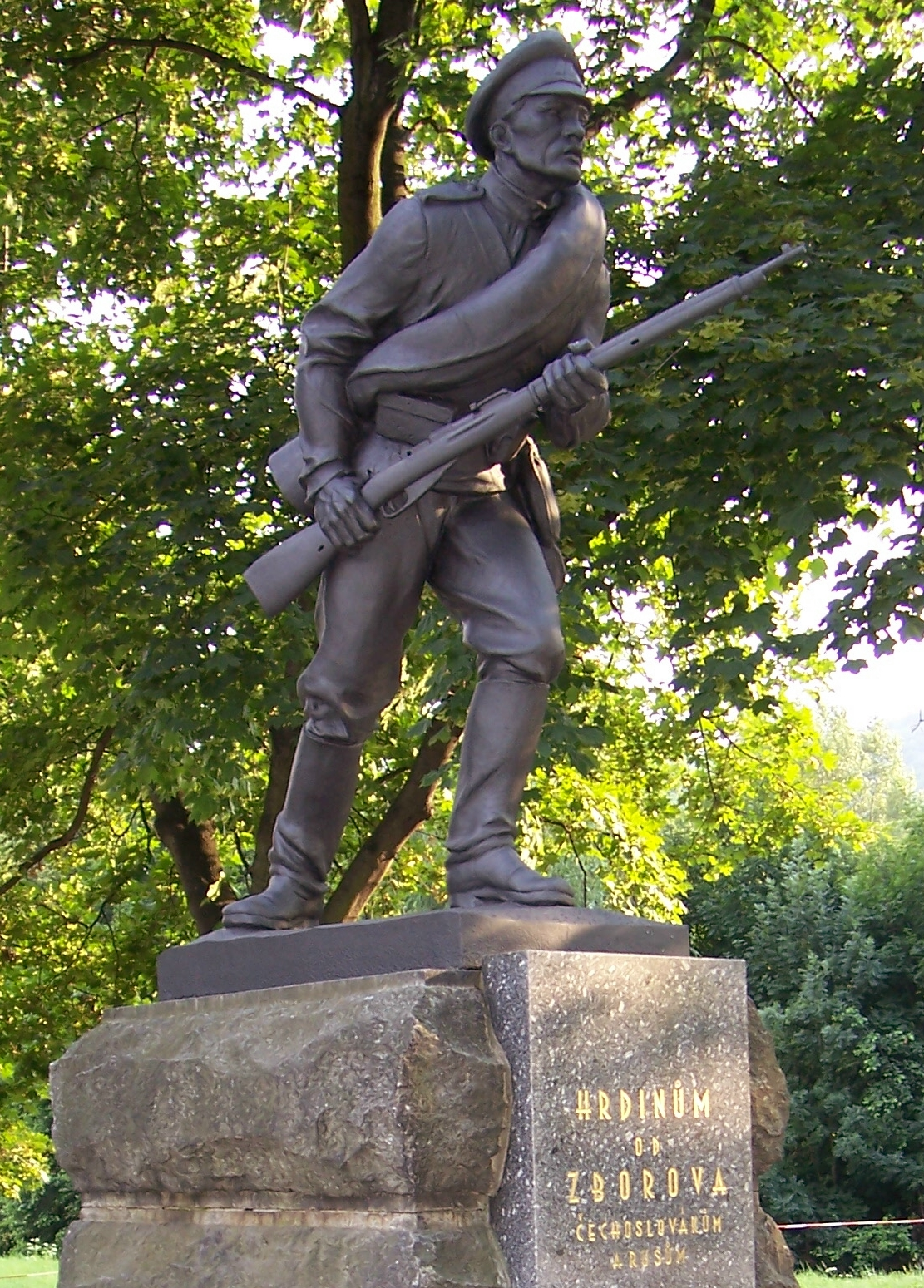
Monumento in onore della legione a Blansko, Repubblica Ceca

Le legioni cecoslovacche (Československé legie in ceco ed in slovacco) erano unità militari volontarie composte da cechi e slovacchi che combattevano a fianco delle potenze dell'Intesa durante la prima guerra mondiale.

## Antefatti
Piccole unità armate furono organizzate dal 1914 da volontari cechi e slovacchi con l'intento di appoggiare le forze dell'Intesa ed, in tal modo, ottenere il loro sostegno per la creazione di uno stato indipendente cecoslovacco, allora parte integrante dell'Impero austro-ungarico (Boemia, Moravia).
Successivamente molti cechi e slovacchi catturati durante la guerra decisero di far parte di queste unità; grazie al sostegno d'intellettuali e politici emigrati all'estero – tra gli altri Tomáš Masaryk, Milan Rastislav Štefánik ed Edvard Beneš – le legioni crebbero fino a contare decine di migliaia di uomini. L'indipendenza della Cecoslovacchia fu infine ottenuta nel 1918.
Il 12 agosto 1914 in Russia una compagnia di volontari cechi era stata conglobata nell'esercito zarista (Česká družina), nel dicembre si erano aggregati alla compagnia 16 slovacchi, e nel 1916 la formazione, accresciuta di numero, si era trasformata in brigata cecoslovacca (Československá brigáda). Nel 1917 la formazione, ancora incrementata, diventò una divisione ed infine un corpo d'armata, chiamato Legione cecoslovacca. Altre unità ceche e slovacche (tra cui volontari provenienti dall'America) stavano nel frattempo combattendo in Francia fin dall'inizio della guerra con il nome di "Nazdar". Successivamente si formarono alcune formazioni sia in Italia sia in Serbia. Tali unità erano formate da prigionieri di guerra cechi e slovacchi in Russia, Italia e Serbia e da emigranti in Francia ed, in piccola parte, in Russia.
Le legioni presero parte attivamente ad alcune battaglie della prima guerra mondiale, quali Vouziers, Arras, Zborov, Dosso Alto di Nago (Trentino), Bachmač ed altre ancora.
Il termine "legione" non fu largamente utilizzato durante la guerra ma si diffuse subito dopo la sua conclusione. Tale termine nacque in Francia, e sorse in analogia con la Legione straniera francese.

## La Legione cecoslovacca in Russia

### Prima guerra mondiale

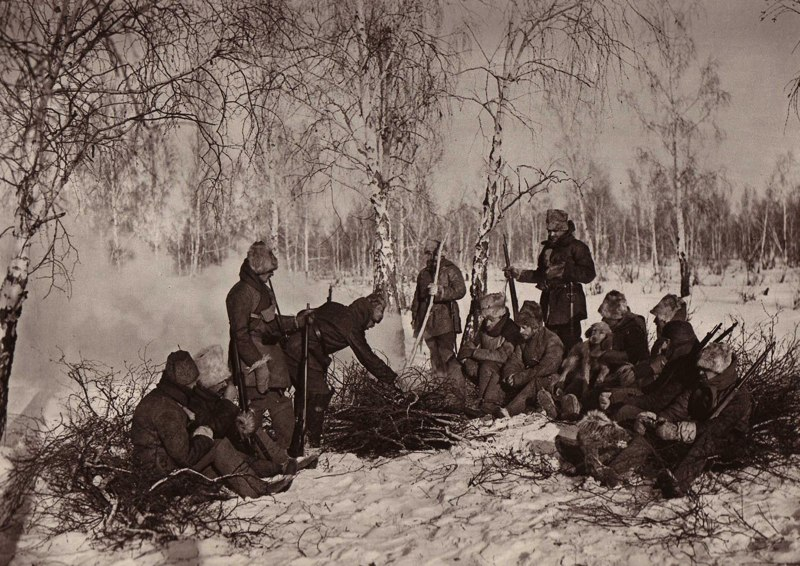
Pattuglia della Legione cecoslovacca durante la prima guerra mondiale

Dopo lo scoppio della prima guerra mondiale, la popolazione di etnia ceca e slovacca che viveva nell'Impero russo inviò una petizione allo zar Nicola II, affinché permettesse loro di formare una forza militare nazionale per combattere contro l'Austria-Ungheria. Il sovrano manifestò il proprio assenso.
Una «Compagnia ceca» (Česka sotnja o Česká družina) venne formata nel 1914 e fu annessa all'esercito russo. Dal maggio 1915, si unirono a quest'ultima un gran numero di prigionieri e disertori dell'esercito austroungarico provenienti da Boemia, Moravia e Slovacchia. Nel febbraio 1916 la Compagnia, cresciuta nel numero, fu trasformata nel Corpo di fucilieri cecoslovacco (Československij streleckij sbor), delle dimensioni di un reggimento, e nel maggio 1916 nella Brigata dei fucilieri cecoslovacchi (Československa strelecka brigáda) di 7.300 unità. Masaryk e Štefánik arrivarono quindi in Russia (primavera e estate del 1917) per richiedere l'espansione di tali unità, prenderle sotto il proprio controllo e trasformarle in un esercito cecoslovacco indipendente. Il loro sforzo ebbe successo: dopo la battaglia di Zborov il governo provvisorio russo di Georgij Evgen'evič L'vov revocò ogni restrizione alla formazione di reparti cecoslovacchi.
La Brigata era formata da tre reggimenti:
- 1º Reggimento fucilieri (di Jan Hus), creato nel febbraio 1916 dalla Compagnia ceca
- 2º Reggimento fucilieri (di Jiří z Poděbrad), creato nel maggio 1916
- 3º Reggimento fucilieri (di Jan Žižka z Trocnova), creato nel marzo 1917

Nel settembre 1917 la Brigata assunse il nome di Prima divisione di fucilieri hussita che nell'ottobre 1917 si fuse con la Seconda divisione di fucilieri (creata nel luglio 1917) nei «Corpi cecoslovacchi di Russia», che contavano all'incirca 38.500 uomini, di fatto il primo esercito cecoslovacco. I Corpi raggiunsero in seguito 61.000 unità.
4.112 cechi e slovacchi membri della Legione persero la vita in Russia durante la prima guerra mondiale.

### Guerra civile russa

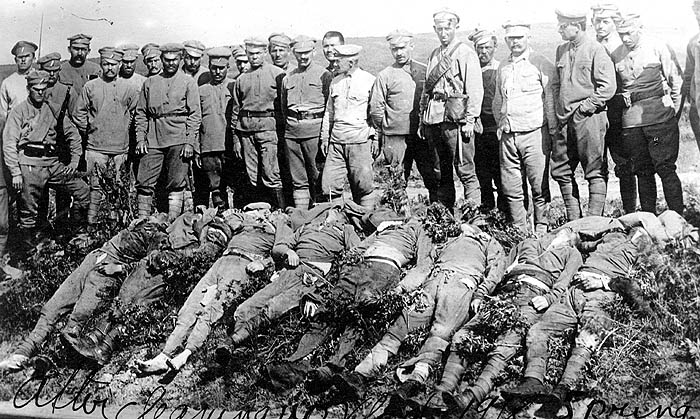
Soldati dell'ottavo reggimento della legione cecoslovacca uccisi dai bolscevichi a Ussuriysk (60km da Vladivostok), 1918

A seguito della Rivoluzione d'ottobre, il governo bolscevico firmò separatamente dalle altre potenze dell'Intesa il trattato di Brest-Litovsk. I bolscevichi tuttavia strinsero un accordo con le autorità militari cecoslovacche al fine di evacuare la Legione in Francia, dove si sarebbe unita ai corpi militari locali cecoslovacchi formatisi anche in quel Paese. Poiché i porti russi europei non erano sicuri, sarebbe stata trasportata a destinazione solo dopo un lungo viaggio, dopo essere transitata per la Siberia e gli USA. Anche se con la necessità di aumentare la propria forza d'attacco e pur essendo la mobilitazione stata annunciata ufficialmente dalle forze militari della Legione, nessun prigioniero di guerra ceco o slovacco fu obbligato ad arruolarsi nei corpi e anzi molti declinarono tale invito e fecero ritorno alla propria casa. 50.000 fucili Mosin-Nagant (costruiti negli Stati Uniti su modello russo) furono inviati a Vladivostok via mare per equipaggiare la Legione ed aiutarla nel tentativo di arrivare in Francia.
Masaryk consigliò la Legione di astenersi dall'interferire con gli affari interni russi ma, a causa delle circostanze che seguirono, questo non fu possibile. Infatti la lenta evacuazione tramite la ferrovia Transiberiana fu esacerbata dalla carenza di mezzi di trasporto: come stabilito dal trattato di Brest-Litovsk, i bolscevichi erano intenti nel medesimo periodo nel rimpatrio dei prigionieri di guerra tedeschi, austriaci e ungheresi dalla Siberia. Inoltre Lev Trotsky, l'allora Commissario del Popolo per gli affari militari e navali della RSFS Russa, sotto la pressione del governo tedesco, ordinò l'immediato disarmo e arresto dei soldati della Legione, venendo meno al patto di passaggio.
La situazione, già di per sé precaria, degenerò nel maggio 1918 in quella che viene chiamata la "rivolta della Legione". La circostanza scatenante è a tutt'oggi oscura ma si può senza dubbio ascrivere all'ostilità latente tra i legionari che viaggiavano verso est per unirsi alle truppe alleate ed i prigionieri tedeschi ed austro-ungarici (alcuni dei quali cechi e slovacchi) che compivano il percorso inverso per tornare a combattere sul fronte. Secondo la versione più diffusa un corpo di legionari fermò un treno ungherese a Čeljabinsk e giustiziarono a sangue freddo un soldato che, apparentemente, aveva tirato qualcosa contro il loro treno. Il governo bolscevico locale arrestò allora alcuni cechi. Per liberarli i loro comandanti furono costretti ad assaltare la stazione ferroviaria e successivamente ad occupare l'intera città. Questo incidente diede inizio all'ostilità tra legionari e bolscevichi. I Corpi cecoslovacchi, ormai privati del diritto di passaggio nel territorio russo, iniziarono a combattere per aprirsi un varco.

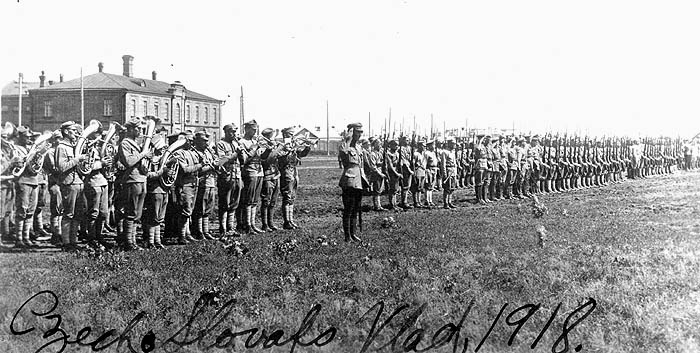
Truppe ceche a Vladivostok

Inizialmente la legione si trovò separata e sparsa lungo la linea ferroviaria. Si scatenarono allora diverse aspre battaglie, che avevano l'obiettivo principale di riconnettere i vari gruppi prima di tornare a marciare verso Vladivostok e da lì imbarcarsi per il fronte occidentale. Fin dal principio, essendo considerata l'unico esercito organizzato in Russia (l'Armata Rossa era ai tempi poco sviluppata e male armata), l'azione militare ebbe l'appoggio dei governi alleati, che ritenevano che i cechi avrebbero potuto rivelarsi utili per riaprire le ostilità a oriente. Incominciò a farsi strada l'ipotesi di utilizzare la Legione contro i bolscevichi e di fermare quindi il suo esodo verso il fronte occidentale.
In poco tempo, la legione prese possesso di un'ampia area intorno alla ferrovia che andava dalla sponda orientale del Volga fino alla stessa Vladivostok. Durante le operazioni conquistò una grande quantità di equipaggiamenti e materiali militari e civili e fu in grado, nel territorio amministrato, di riportare l'ordine in un Paese devastato dalla guerra appena trascorsa. La sua presenza giocò un ruolo importante nella formazione di altri gruppi anti-bolscevichi e movimenti indipendentisti siberiani, inquadrati nell'Armata Bianca. Vista la posizione acquisita, gli Alleati ordinarono ai cechi di attaccare la Russia bolscevica e conquistare Ekaterinburg, operazione che fu portata a termine con successo. A fronte di questa avanzata l'Armata Rossa decise di giustiziare lo Zar e la sua famiglia, prigionieri a poca distanza dalla città, per scongiurare la loro liberazione.
Accomunati dall'obiettivo di respingere la legione i prigionieri di guerra delle potenze centrali presenti in Russia furono integrati nell'Armata Rossa mentre la stessa, grazie allo sforzo di Trotsky, arrivava a contare 3 milioni di uomini. I corpi cecoslovacchi furono respinti dalle posizioni che avevano conquistato.
Intanto con la prima guerra mondiale che si stava concludendo, gli alleati iniziarono il cosiddetto intervento in Siberia, con truppe da USA, Francia, Gran Bretagna, Italia e Giappone sbarcate a Vladivostok, sotto il controllo della legione, col compito di trasportare gli uomini della stessa sul fronte occidentale. La resa degli Imperi centrali ed il conflitto scatenatosi all'interno della Russia tra Armata Rossa e legione ed Armata Bianca trovarono impreparate le truppe ivi giunte. Nel settembre 1918 dentro e intorno a Vladivostok erano presenti 70.000 giapponesi, 829 inglesi, 1.400 italiani, 5.002 americani e 107 uomini sotto il comando francese. I giapponesi, cercando di sfruttare la situazione creatasi, intervennero finanziando lo stato cosacco dell'Atamano Grigorij Michailovič Semënov, che si era dichiarato ostile sia ai Rossi che ai Bianchi.
Esausti dal loro viaggio attraverso le lande siberiane, disgustati dalla brutalità che vedevano intorno a loro da ambo le parti, e desiderosi di tornare nel nuovo Stato cecoslovacco sorto dopo gli accordi di Pittsburgh, i cechi conclusero un accordo con i bolscevichi, che comprendeva la consegna dell'oro imperiale detenuto e la consegna del leader anti-bolscevico Aleksandr Vasil'evič Kolčak (1920). Finalmente, con l'aiuto della croce Rossa americana, 67.739 soldati furono evacuati da Vladivostok e tornarono in patria, dove furono inseriti nell'esercito della Prima Repubblica.
Il presidente Masaryk, in America, ottenne il riconoscimento del governo provvisorio cecoslovacco e preparò la dichiarazione di Washington come dichiarazione di indipendenza dello stato cecoslovacco. Chiese anche aiuto alle legioni cecoslovacche in Russia.
Un piccolo numero di cechi e di slovacchi di ideologia comunista rimase in Unione Sovietica. Altri continuarono a lottare con l'Armata Bianca. Il generale Radola Gajda, che più tardi sarebbe diventato il leader del partito fascista ceco, divenne un commerciante di armi e favorì il movimento di indipendenza coreano che, grazie anche al suo supporto logistico, ottenne la vittoria nella battaglia di Chingshanli nel 1920.

## La Legione cecoslovacca in Francia
L'arruolamento di volontari Cecoslovacchi nella Legione Straniera francese iniziò a Parigi il 21 agosto 1914. Il 31 dello stesso mese venne creata la Prima Compagnia, Battaglione C del Secondo Reggimento di Fanteria della Legione straniera a Bayonne (in alcune fonti chiamata anche "compagnie C1, 2e Régiment de Marche Étranger"). A causa dell'incontro nella città tra soldati che si salutavano l'un l'altro con l'espressione „Na zdar!“ (un saluto utilizzato dai membri del movimento Sokol) l'unità venne comunemente chiamata Compagnia „Nazdar!“ ("rota Nazdar" in Ceco). La Compagnia fu parte della divisione marocchina dell'Armata Francese e prese parte agli aspri combattimenti durante gli assalti ad Arras tra il 9 maggio e il 16 giugno, dove soffrì gravi perdite. Per tale motivo il Battaglione C, così come la Compagnia "Nazdar!", fu sciolto e i volontari continuarono a combattere in varie unità dell'esercito francese e della Legione Straniera.
Un autonomo esercito cecoslovacco venne costituito dal 19 dicembre 1917 su decreto del governo francese. Il 12 gennaio 1918 Il 21º reggimento fucilieri cecoslovacco fu formato nel paese di Cognac. Combatté come parte della 53ª divisione di Fanteria francese. Il 20 maggio 1918 fu creato il 22º reggimento fucilieri cecoslovacco, accorpato inizialmente alla 134ª divisione fanteria francese. Il 29 giugno il governo francese riconobbe ufficialmente il diritto all'indipendenza dei cechi e degli slovacchi e il giorno successivo entrambi i reggimenti sottoscrissero un trattato di alleanza con la Francia alla presenza del presidente francese Poincaré. In data odierna il 30 giugno è celebrato come "Giorno delle Forze Armate Ceche".
Nel 1918 una brigata cecoslovacca, sotto il comando del generale francese Philippe, comprendente il 21º e il 22º Reggimento Fucilieri, fu formata in Francia e prese parte ai combattimenti vicino Vouziers. La Brigata, che consisteva di 9.600 uomini, fece ritorno alla propria terra nel autunno 1918.
650 legionari cechi e slovacchi morirono in Francia durante la Prima Guerra Mondiale.

## La Legione cecoslovacca in Italia

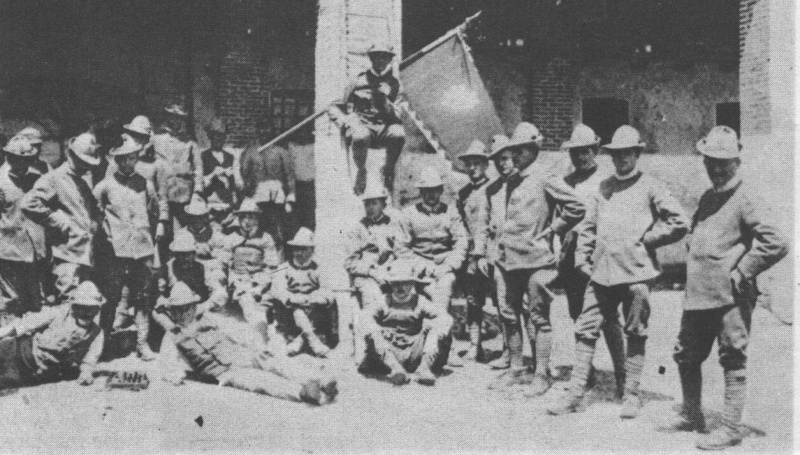
Legionari cechi con la divisa degli Alpini

A differenza che in Russia e in Francia, i primi nuclei di quella che diventerà poi la Legione Cecoslovacca italiana furono fondati da disertori dell'esercito austroungarico e prigionieri di guerra che si aggregarono all'esercito italiano, con il beneplacito governativo, grazie all'opera organizzatrice di Štefánik, giunto in Italia all'inizio del 1916.
Il 21 aprile 1918 il Presidente del Consiglio del Regno d'Italia, Vittorio Emanuele Orlando conclude con quest'ultimo una “Convenzione fra il Governo italiano e il Consiglio Nazionale dei paesi Cecoslovacchi”: i soldati della Legione furono riconosciuti di diritto quale corpo militare dello Stato Cecoslovacco e furono inquadrati nell'esercito regio in divisioni comandate da un generale italiano.
La Legione si distinse nell'estate del 1918 nelle battaglie di Fossalta di Piave e di Dosso Alto sulle pendici del Monte Altissimo di Nago in Trentino, oltre che durante le Battaglie dei Tre Monti, sull'altopiano di Asiago.
Era composta da sei reggimenti su due divisioni, 6ª e 7ª.

## Fonti
- Pichlìk - Klipa - Zabloudilovà, I legionari cecoslovacchi (1914 - 1920), Museo Storico in Trento, Trento 1997
- Baerlein, Henry, The March of the 70,000, Leonard Parsons/Whitefriar Press, London 1926
- Clarke, William, The Lost Fortune of the Tsars, St. Martins Press, New York 1994 pp183–189
- Fic, Victor M., The Bolsheviks and the Czechoslovak Legion, Shakti Malik, New Delhi 1978
- Footman, David, Civil War in Russia, Faber & Faber, London 1961
- Goldhurst, Richard, The Midnight War, McGraw-Hill, New York 1978
- Hoyt, Edwin P., The Army Without a Country, MacMillan, New York/London 1967
- Kalvoda, Josef, Czechoslovakia's Role in Soviet Strategy, University Press of America, Washington DC 1981
- Kalvoda, Josef, The Genesis of Czechoslovakia, East European Mongraphs, Boulder 1986
- McNeal, Shay, The Secret Plot to Save the Tsar, Harper Collins, New York 2002 pp 221–222
- Tazzer, Sergio, Banditi o eroi? M.R. Stefanik e la Legione Ceco-slovacca, Kellermann editore, Vittorio Veneto 2003
- Unterberger, Betty Miller, The United States, Revolutionary Russia, and the Rise of Czechoslovakia, Texas A&M University Press, College Station, 2000
- White, John Albert, The Siberian Intervention, Princeton University Press, Princeton 1950
- (CS) Articolo sui legionari in Francia, su valka.cz.
- Settembre 1918 - Settembre 2006: In ricordo dei legionari cecoslovacchi, su cimeetrincee.it.
- Doss Alto, su fortietrincee.it. URL consultato il 1º giugno 2008 (archiviato dall'url originale il 18 giugno 2008).
- Walter De Berardinis, Jan Kelbl - Il soldato della Legione Cecoslovacca in Russia morto a Giulianova (TE), in rivista storica cattolica "La Madonna dello Splendore" numero 37, aprile 2018, Giulianova, pag. 37-45.